# Hada vulpecula
Hada vulpecula là một loài bướm đêm trong họ Noctuidae.